# ボリス・ヴィリキツキー

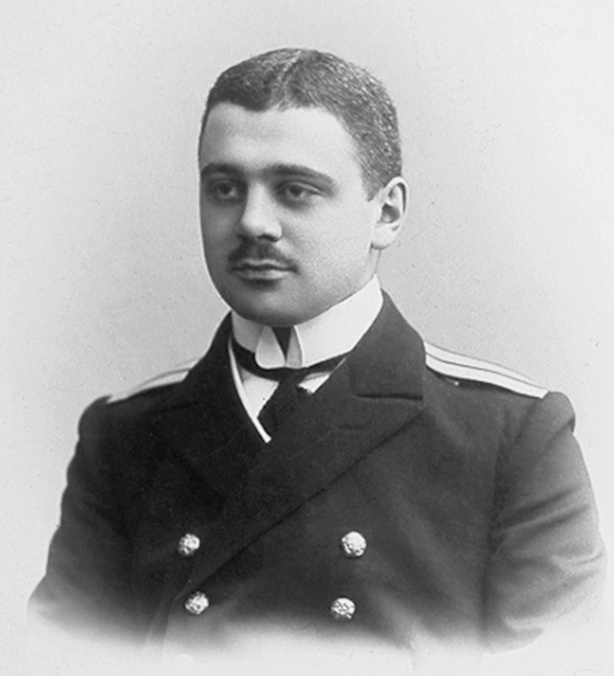
ボリス・アンドレーエヴィチ・ヴィリキツキー

ボリス・アンドレーエヴィチ・ヴィリキツキー（ロシア語: Борис Андреевич Вилькицкий、英語: Boris Andreyevich Vilkitsky （1885年3月22日（新暦4月3日） - 1961年3月6日））は、ロシアの探検家、測量師。父はアンドレイ・イッポリトヴィチ・ヴィリキツキー。

## 生涯
1908年、サンクトペテルブルクの海軍士官学校を卒業。その前、1904年から1905年にかけての日露戦争に従軍している。1913年から1915年にかけて、北極海航路調査のため「タイミル」「ヴァイガチ」の二隻による北極探検を主導した。1913年、探検隊はセヴェルナヤ・ゼムリャ諸島を発見。これは当時の北極探検の中でもロシア随一の業績であった。その他、ヴィリキツキー島やマリー・タイミル島、その隣のスタロカドムスキー島も発見している。1914年から1915年には、探検隊はウラジオストクからアルハンゲリスクへの航路を開拓し、ジョホフ島を発見し、またセヴェルナヤ・ゼムリャ諸島の南海岸線を紹介した。
1918年、ソビエト連邦初の海洋探検隊の隊長に任命されたものの、これは英仏らロシア革命干渉軍によるアルハンゲリスク占領（北ロシア出兵）によって計画倒れに終わった。1920年、イギリスに移住。1923年と1924年には、ソ連の対外貿易機関の要請でカラ海における商業遠征を主導した。
後年、ベルギー領コンゴで水路測量技師に従事し、1961年にブリュッセルにおいて死去した。

## 記念

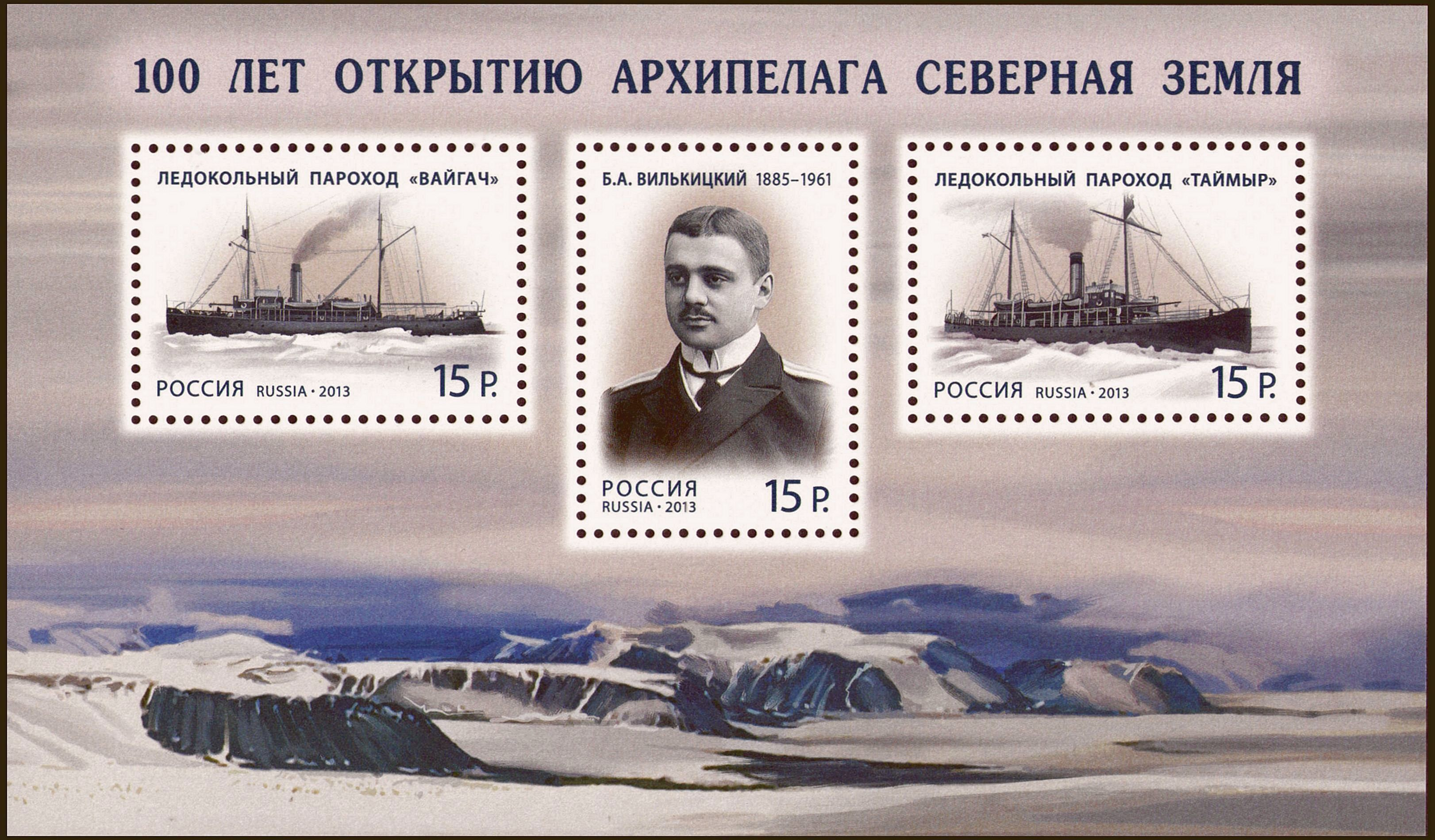
セヴェルナヤ・ゼムリャ諸島発見100周年を記念して、2013年にロシアで発行された切手

ロシアにおいて多くの地名に、彼の名前が残っている。
- ヴィリキツキー海峡 - 中でも最も有名なものといえる。セヴェルナヤ・ゼムリャ諸島とタイミル半島を隔てる海峡で、北極海航路の重要なランドマークとなっている。
- ヴィリキツキー湾 - ノヴァヤゼムリャの北西の海岸にある湾。
- ヴィリキツキー島 - カラ海にある島。
- ヴィリキツキー諸島 - ノルデンショルド群島の一部。
- ヴィリキツキー諸島 - タイミル半島東岸から望むラプテフ海にある、コムソモリスカヤ・プラウダ諸島の一部。
- ヴィリキツキー島 - 東シベリア海にあるデロング諸島を構成する島の一つ。[1]

## 注
1. ↑  Map Trot, Russia